# Tā moko
Pour les articles homonymes, voir Moko (homonymie).

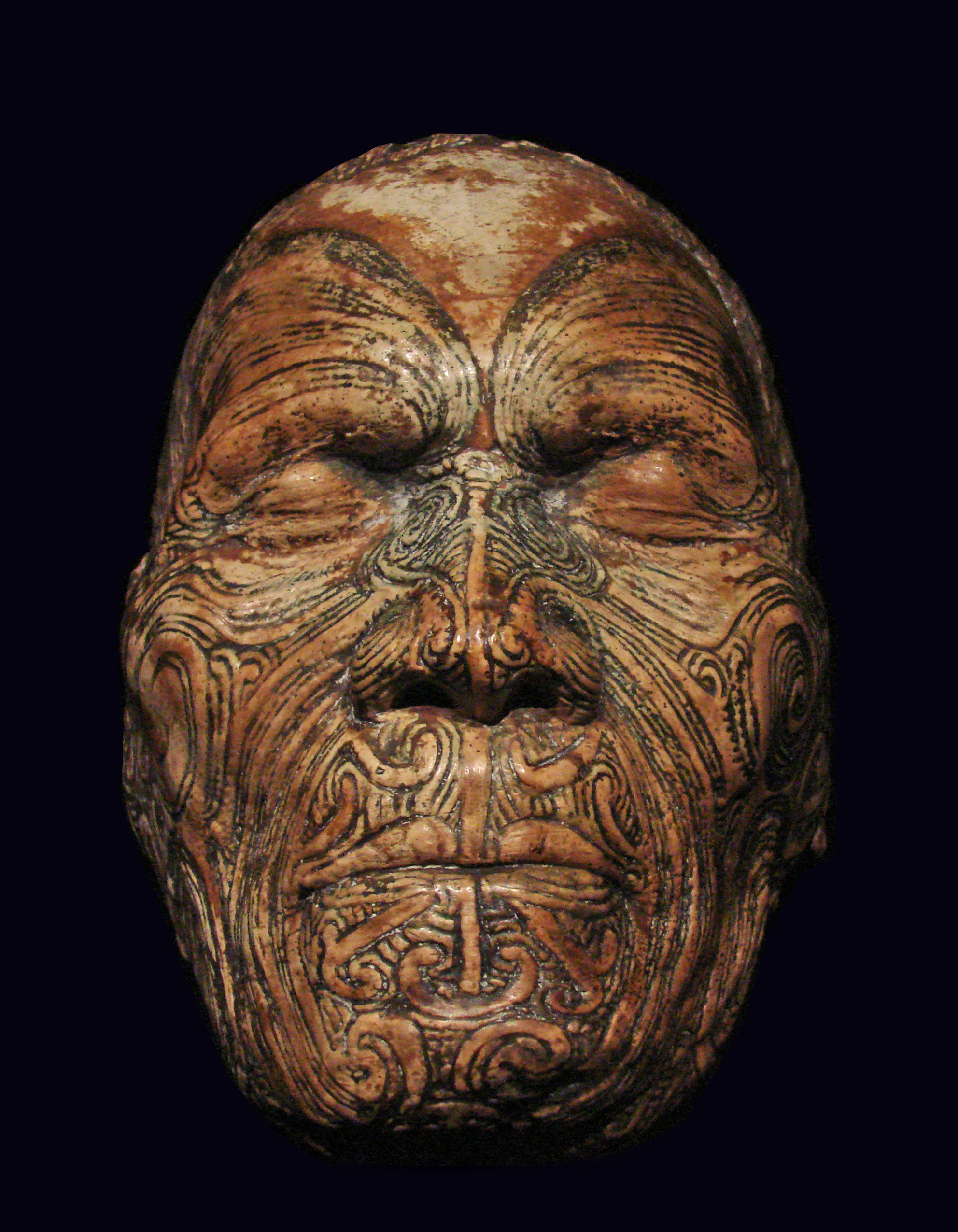
Moulage du visage d'un chef Maori (v. 1880).

Le Tā moko est le tatouage  traditionnel permanent des Māoris de Nouvelle-Zélande et des îles Cook.
Le tatouage Maori présente des caractéristiques spécifiques, et notamment le recours aux incisions profondes et aux motifs spiralés.  Le tatouage facial, spectaculaire et caractéristique, a failli disparaître après l'arrivée des Européens, mais il connaît, depuis les années 1970-1980, une renaissance tant chez les hommes que chez les femmes, pour lesquelles il reste traditionnellement limité au menton et aux lèvres.

## Origines
La pratique pourrait dériver de rituels de deuil pratiqués par les femmes, incluant la lacération du visage, ensuite frotté de cendres, l'association marquant de manière indélébile le souvenir du défunt. En partant de motifs linéaires rudimentaires (moko kuri : traits, grille), la technique aurait évolué par expérimentations successives (pūhoro) pour se figer dans un répertoire de motifs classiques (moko).

## Vocabulaire
- Moko : tatouage maori (générique).

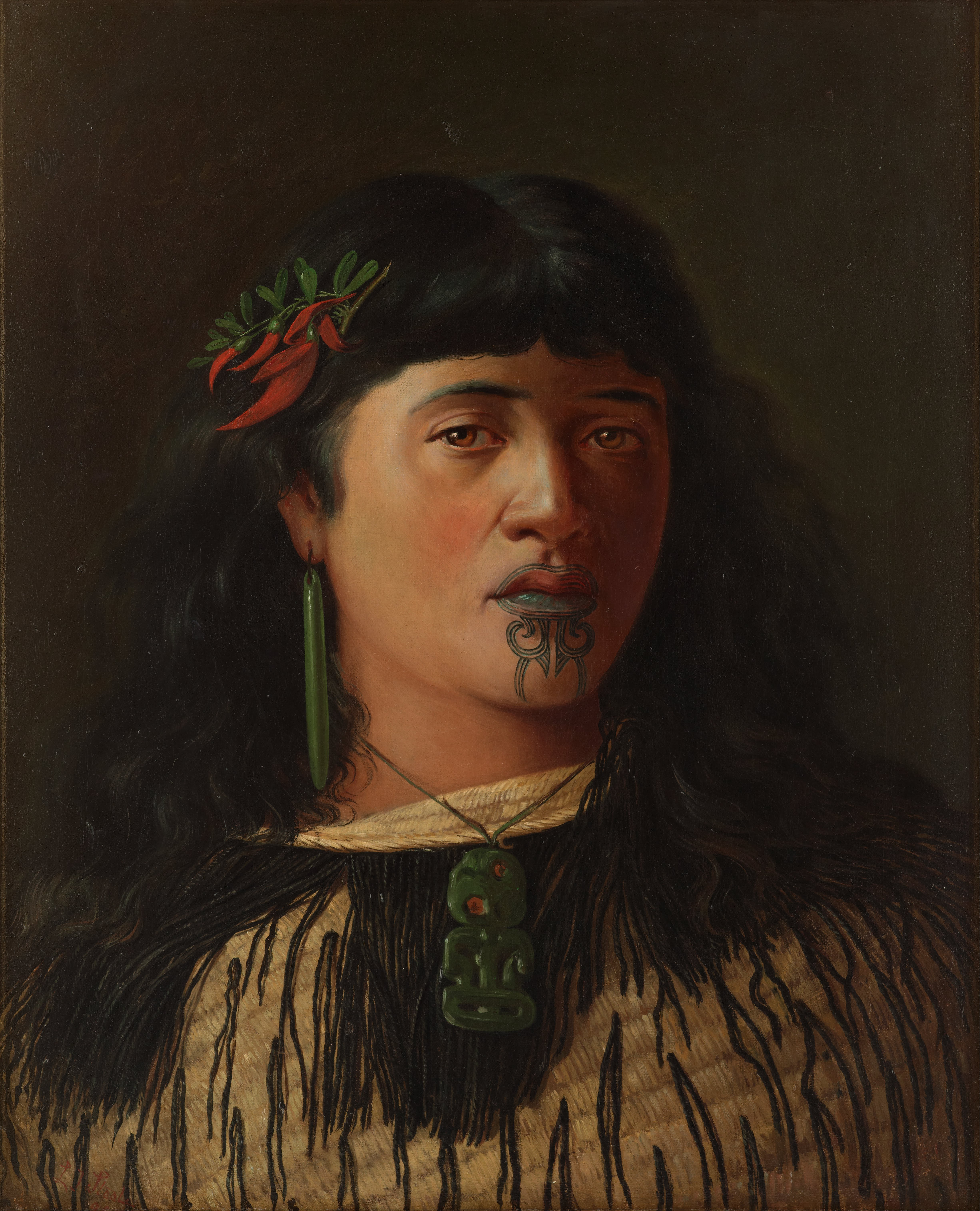
Jeune femme maorie en 1891.

- Moko kuri : motif constitué de trois lignes croisées pour former une grille.
- Moko kauae : tatouage du menton porté par les femmes.
- Pūhoro : tatouage des cuisses.
- Haehae : lacération rituelle.
- Mokomōkai : tête tatouée.
- Pōngiangia : motif tatoué sur les narines.
- Pīhere : motif tatoué autour de la bouche.
- Ngū : motif tatoué à la racine du nez.
- Tīwhana : motif tatoué sur les arcades sourcilières.
- Tohunga tā moko : tatoueur traditionnel.
- Whakairo : motifs de sculpture sur bois ayant inspiré des motifs de tatouage.
- Whakairo tuhi (hopara makaurangi) : décorations corporelles temporaires réalisés avec de la suie, de l'ocre ou de l'argile bleue.

## Mythologie

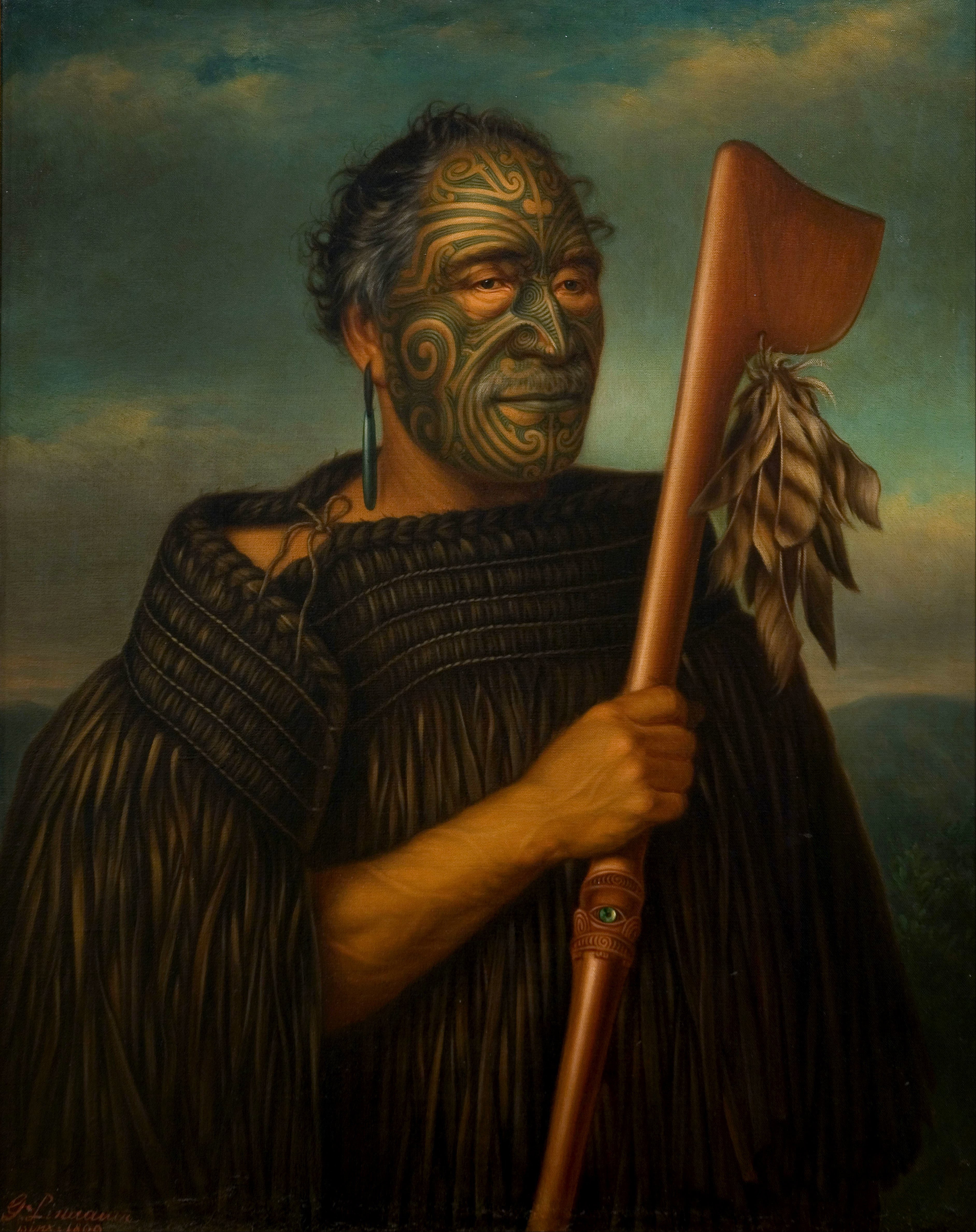
Tamati Waka Nene, un chef des Ngapuhi, peint en 1890 par Gottfried Lindauer.

L'art du tatouage aurait été apporté aux Maoris par Mataora. Marié à Niwareka, une créature du monde des esprits, il la frappe lors d'une dispute conjugale. Elle se réfugie dans sa famille où son époux, dévoré par le remords, se présente pour se faire pardonner. Il rencontre ainsi Uetonga, son beau-père, qui lui démontre l'inutilité des tatouages temporaires, lui révèle la technique du tatouage indélébile et l'initie aux arcanes du  tā moko. Pour expier sa faute, Mataora accepte de subir les douleurs du tatouage de la face, se réconcilie avec son épouse et retourne au monde réel en rapportant avec lui le secret du tā moko.

## Instruments et techniques

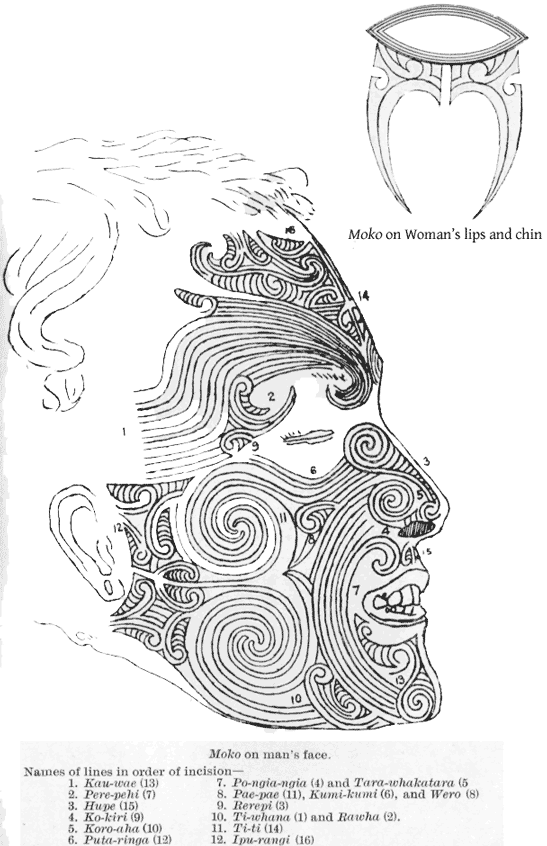
Moko Māori en 1908.

Pigments (wai ngārahu) - À l'origine, les pigments utilisés sont issus de la combustion de végétaux résineux, dont les cendres sont mélangées à des huiles ou à des sèves végétales. Des chenilles carbonisées pouvaient également servir de base pigmentaire. Ces ingrédients sont remplacés, après l'arrivée des Européens, par la poudre à fusil, puis par l'encre de Chine. Certains tatoueurs pratiquent également le mélange de ces différentes substances. Les pigments étaient conservés dans des récipients de bois ou de pierre ponce souvent très décorés. 
Ciseaux (uhi) - La technique traditionnelle fait appel à toute une gamme  d'outils comparables à des ciseaux de sculpteurs sur bois, principalement faits d'os d'oiseaux de mer (albatros en particulier). Après l'arrivée des Européens, les outils en os sont progressivement remplacés par des outils en métal, élaborés à partir de clous, de lames de couteaux ou d'armatures de corsets. L’apparition des outils en métal semble avoir favorisé le développement de nouveaux motifs, plus précis, ainsi que leur évolution, en parallèle de celle des techniques de bois sculpté. Dans les années 1920, les tatoueurs maoris utilisent principalement, pour pratiquer leur art, des aiguilles métalliques. Cette technique, moins douloureuse et à la cicatrisation plus rapide, amène, dans les années 1930, une certaine renaissance de la pratique. Dans les décennies qui suivent, les artistes maoris adoptent les machines à tatouer.
Dessin - Le style du dessin est associé au tatoueur, mais le motif utilisé, représentant le mana (statut) du patient, est unique à chaque tatouage. C'est ainsi qu'en 1840, les chefs coutumiers purent apposer, au bas du traité de Waitangi, une représentation de leur tatouage facial en lieu et place de leurs signatures. Traditionnellement, le motif est d'abord dessiné au charbon, puis le tatoueur (tohunga) applique les pigments à l'aide de ses outils. Les incisions cutanées sont réalisées en tapotant les outils grâce à un petit maillet (he māhoe) ou à une racine de fougère. Le maillet possède une surface permettant d'étancher le sang, et l'opérateur complète l'opération grâce à des fibres végétales (muka) entortillées autour de son doigt. Les observateurs ont décrit plusieurs variantes, le pigment étant appliqué non pas par les outils, mais par un tampon de fibres végétales ou par un bâtonnet trempé dans l'encre.
Motifs et répartition sur le corps - Le tatouage traditionnel maori est appliqué sur l'ensemble du visage ou, pour les femmes, en partie basse (lèvres et menton, parfois la gorge). Chez les hommes, traditionnellement, sont également tatouées les cuisses, le dos et les fesses. Les lignes principales du tatouage maori sont dénommées manawa (cœur) et représentent l'itinéraire de vie du porteur. Les motifs spiralés sont récurrents, notamment le koru, représentant une fronde de fougère qui se déploie, symbole d'une nouvelle vie ou d'une destinée qui se déroule. Le tatouage présente généralement une certaine symétrie, mais de petites différences peuvent être introduites par l'artiste entre les deux côtés du corps.

## Artistes tatoueurs (tohunga tā moko)
Du fait de ses origines mythologiques et de son rapport avec le sang, la pratique du tatouage revêt, chez les Maoris, une importance particulière, dont les artistes tatoueurs se trouvent investis. Ils pratiquaient traditionnellement leur art contre une rémunération en nature et pouvaient se construire une réputation et un style reconnus et enviés. Pendant toute la durée de l'opération, le praticien et son patient, isolés du reste de la communauté, souvent dans un abri temporaire, étaient considérés comme étant dans une situation sacrée  (te ahi tā moko : dans le feu du tatouage). L'ensemble de la séquence et des objets associés étaient considérés comme tapu (frappés d'interdit). La cabane de tatouage était détruite et incendiée après l'opération lors d'un processus de purification.

## Interprétations

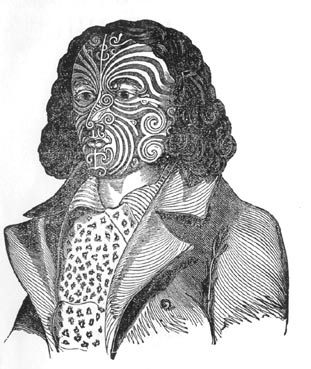
Barnet Burns, un des premiers Européens à recevoir un moko facial complet.

Les Européens, fascinés par les tatouages faciaux des Maoris, en avaient déduit que les tatouages les plus étendus et les plus élaborés dénotaient le rang élevé du personnage dans l'échelle sociale. En réalité, le caractère sacré du sang de certains individus de rang social supérieur leur interdit de porter un tatouage.

## Têtes tatouées
Dès les premières décennies de la colonisation, les Européens développèrent une fascination morbide pour les têtes tatouées que les familles maories conservaient précieusement, soit qu'elles aient appartenu à un membre de leur lignage, soit qu'elles aient été prélevées sur un ennemi de valeur.
Cette vogue donna naissance à un marché qui alimentait les cabinets de curiosités et les musées européens, au point que les pratiques traditionnelles en furent altérées et que certains Maoris se mirent à chasser des têtes dans un but commercial, ou à tatouer post mortem les têtes de leurs esclaves pour les céder aux collectionneurs. 
Cette dérive contribua fortement au déclin du tatouage facial, qui exposait son porteur à être abattu et décapité hors de tout contexte traditionnel. Depuis le début des années 1980, sous l'impulsion notamment du musicien Dalvanius Prime, les têtes maories ainsi dispersées dans les collections occidentales sont progressivement rapatriées sur leurs terres d'origines pour y recevoir un traitement approprié.

## Tatouage maori contemporain

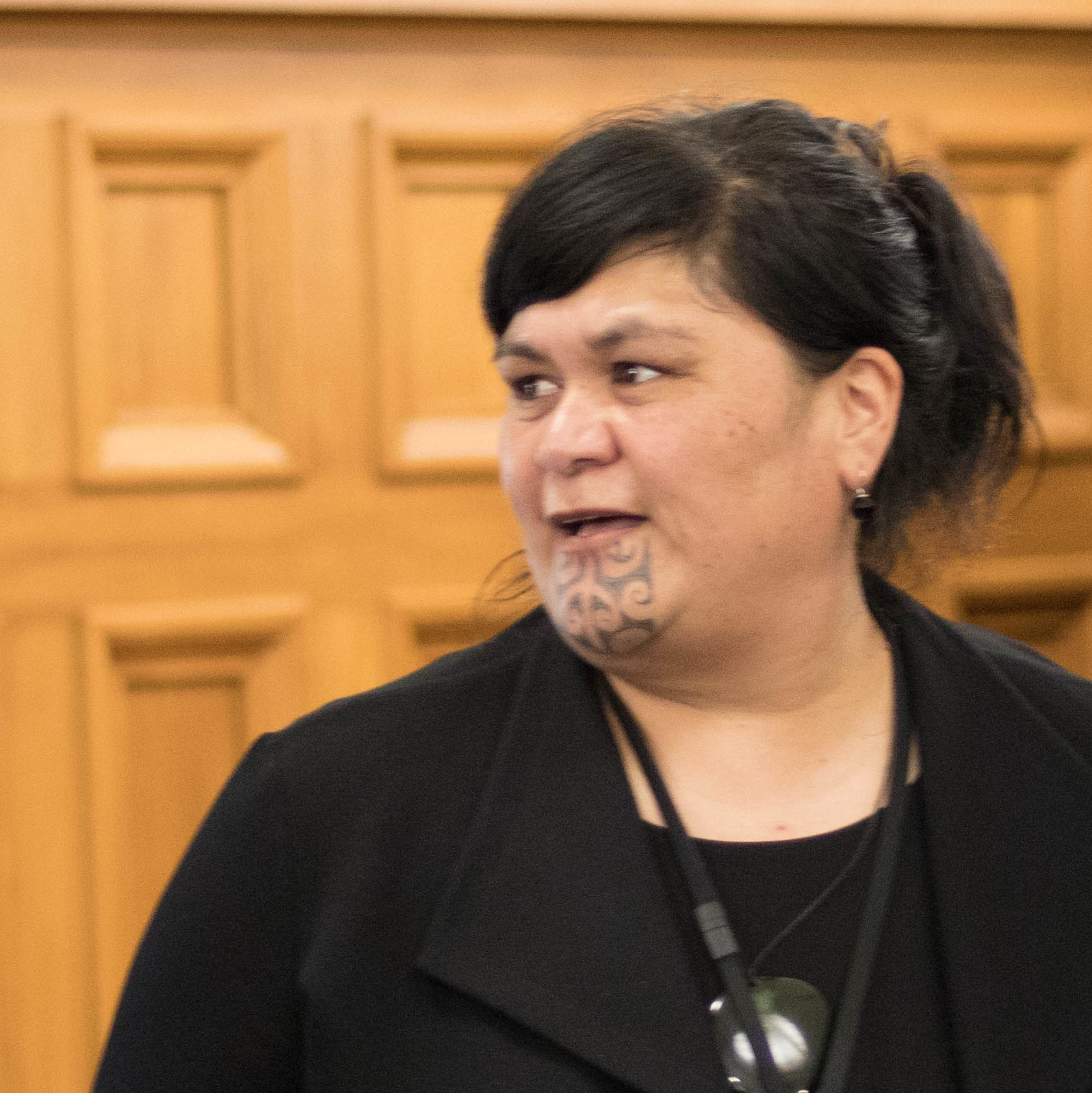
Nanaia Mahuta, ministre maori des Affaires Étrangères de Nouvelle-Zélande depuis 2020.

Parallèlement, le tatouage traditionnel a regagné en popularité dans les populations maories, chez les hommes comme chez les femmes. Réapparu d'abord comme signe de reconnaissance parmi certaines bandes de délinquants, il est resté un temps stigmatisé pour cette raison. Il regagne progressivement sa signification originelle, comme un marqueur fort de l'identité maorie.